# Wörschweiler
Wörschweiler (en Sarrois Werschwiller & Wärschweiler) est un stadtteil de la ville allemande de Hombourg (Sarre).

## Lieux et monuments

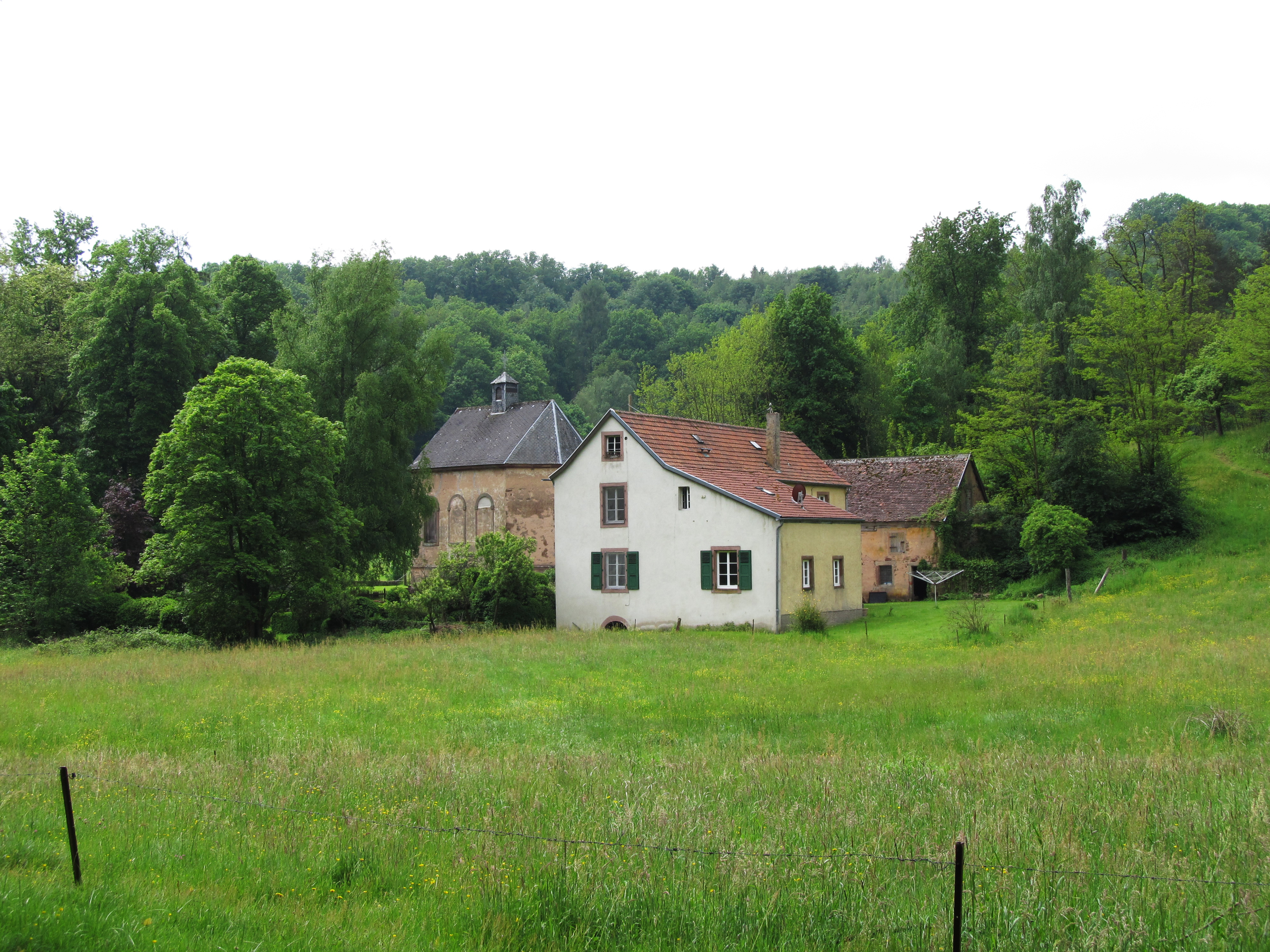
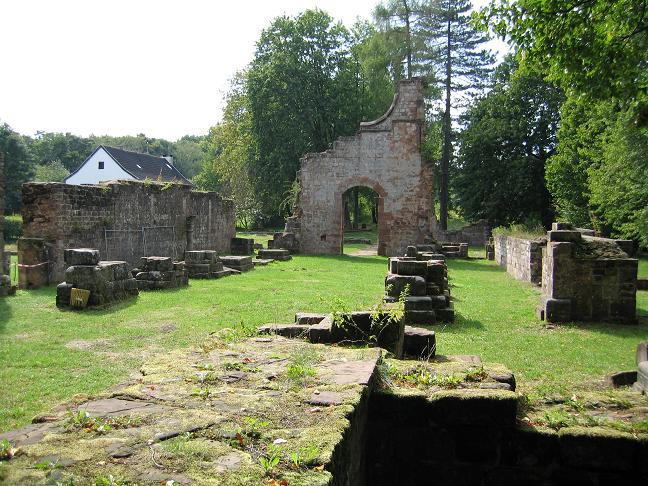